# Pihla Viitala
Pihla Viitala (ur. 30 września 1982 w Helsinkach) – fińska aktorka filmowa i telewizyjna.

## Życie osobiste
W 2004 roku Viitala wyszła za mąż za muzyka Kerkko Koskinen, jednakże para rozwiodła się w 2008 roku. W 2012 roku urodziła córkę Astrid, której ojcem jest Alex Schimpf. Rodzina mieszka w Helsinkach.

## Filmografia

### Filmy
| Rok  | Tytuł                                                                         | Rola           | Reżyser                    | Informacje           |
| ---- | ----------------------------------------------------------------------------- | -------------- | -------------------------- | -------------------- |
| 2007 | Ganes                                                                         | Nina           | Jukka-Pekka Siili          |                      |
| 2007 | Sanaton sopimus                                                               | Mia Valtonen   | Matti Kinnunen             |                      |
| 2008 | Käsky                                                                         | Miina Malin    | Aku Louhimies              |                      |
| 2008 | Jungle of Dreams                                                              | Sara           | Esa Illi                   |                      |
| 2009 | Rööperi                                                                       | Monika         | Aleksi Mäkelä              |                      |
| 2009 | Toinen jalka haudasta                                                         | Wilma          | Johanna Vuoksenmaa         |                      |
| 2009 | Islandzka masakra harpunem wielorybniczym (Reykjavik Whale Watching Massacre) | Annette        | Júlíus Kemp                |                      |
| 2009 | Pihalla                                                                       | Meri           | Tony Laine                 |                      |
| 2009 | O małżeństwie (Avioliitosta)                                                  | Elina          | Elina i Mike Pohjola       | film krótkometrażowy |
| 2010 | Wszystko zostanie w rodzinie (Paha perhe)                                     | Tilda          | Aleksi Salmenperä          |                      |
| 2010 | Pikkuveli                                                                     | Siiri          | Oskari Sipola              |                      |
| 2010 | Fallin Inside                                                                 | Anna           | Bernhard Landen            |                      |
| 2010 | Veijarit                                                                      | Rosa           | Lauri Nurkse               |                      |
| 2011 | Elma & Liisa                                                                  | Liisa          | Pamela Tola, Pihla Viitala | film krótkometrażowy |
| 2012 | En som deg                                                                    | Helmi          | Eirik Svensson             |                      |
| 2013 | Hansel i Gretel: Łowcy Czarownic (Hansel & Gretel: Witch Hunters)             | Mina           | Tommy Wirkola              |                      |
| 2014 | Kesäkaverit                                                                   | Hertta         | Inari Niemi                |                      |
| 2015 | Włoski kochanek (Latin Lover)                                                 | Solveig        | Cristina Comencini         |                      |
| 2015 | Nuotin vierestä                                                               | Marjukka       | Lauri Nurkse               |                      |
| 2017 | Kuudes kerta                                                                  | Annika         | Maarit Lalli               |                      |
| 2017 | Kaiken se kestää                                                              | Marja          | Visa Koiso-Kanttila        |                      |
| 2017 | Yösyöttö                                                                      | Pihlaja        | Marja Pyykkö               |                      |
| 2017 | Tuntematon redux                                                              | Lammio         | Anssi Määttä               | film krótkometrażowy |
| 2017 | Valehtelija                                                                   | Äiti           | Marjo Viitala              | film krótkometrażowy |
| 2018 | Głupie, młode serce (Hölmö nuori sydän)                                       | Ansku          | Selma Vilhunen             |                      |
| 2019 | Marian paratiisi                                                              | Maria Åkerblom | Zaida Bergroth             |                      |

### Seriale
| Rok       | Tytuł                              | Rola            | Informacje         |
| --------- | ---------------------------------- | --------------- | ------------------ |
| 2008      | Lemmenleikit                       | Janina Lundberg | sez. 1, odc. 1–4   |
| 2008      | Suojelijat                         | Leena           | sez. 1, odc. 3, 10 |
| 2010      | Virta                              | Amanda Välke    | sez. 1, odc. 9–10  |
| 2012      | Hellfjord                          | Riina           | sez. 1, odc. 1–7   |
| 2014–2016 | Mustat lesket                      | Veera Joentie   | sez. 1; sez. 2     |
| 2016      | Kynsin hampain                     | Johanna Pasanen | sez. 1, odc. 8     |
| 2018      | Karppi                             | Sofia Karppi    | sez. 1, odc. 1–12  |
| 2018      | Kielergata                         | Natasja         | sez. 1, odc. 3, 8  |
| 2018–2019 | Zło jest zaraźliwe (Arctic Circle) | Marita Kautsalo | sez. 1             |
| 2020      | Cold Courage                       | Marie           | sez. 1             |
| 2024      | Utö                                |                 | sez.1 odc.5        |